# Maffeo Gherardi

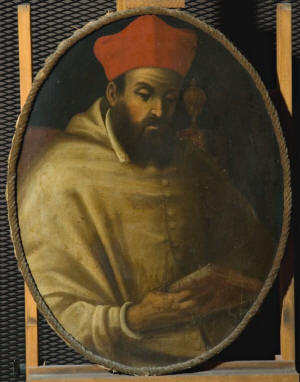
Maffeo Kardinal Gherardi (zeitgenössisches Gemälde)

Maffeo Gherardi OSB Cam (* 1406 in Venedig; † 14. September 1492 in Terni) war ein Kardinal der katholischen Kirche. Er war Patriarch von Venedig.

Kardinalswappen Maffeo Gherardi (moderne Nachzeichnung)

Gherardi war Abt des Klosters von St. Michele auf Murano bei Venedig und Generalabt der Kamaldulenser. 1467 wurde er zum Patriarchen von Venedig erhoben. Papst Innozenz VIII. ernannte ihn am 9. März 1489 in pectore zum Kardinal. Seine Ernennung, so Innozenz VIII. im Juli des gleichen Jahres, sollte beim nächsten Konsistorium publik gemacht werden. Sofern der Papst vor dem Abhalten eines solchen Konsistoriums sterben würde, sollte die Ernennung Gherardi gleichermaßen als publiziert angesehen werden, damit dieser am nächsten Konklave teilnehmen könnte – was dementsprechend auch geschah. Gherardi nahm teil und erwählte Papst Alexander VI., starb selbst jedoch auf der Rückkehr vom Konklave nach Venedig.